# Ferrari 575 GTC
Chronologie des modèles (2003 - 2005)
Ferrari 550 GTS Maranello
La Ferrari 575 GTC est une automobile de compétition développée et fabriquée par Ferrari Corse Clienti, une filiale du constructeur italien Ferrari, pour courir dans la catégorie GT1 de l'Automobile Club de l'Ouest et de la fédération internationale de l'automobile. Elle est dérivée de la Ferrari 575M Maranello, d'où elle tire son nom.

## Aspects techniques
Le moteur de la Ferrari 575 GTC développe une puissance d'environ 605 ch à 6 000 tr/min, ainsi qu'un couple maximal de 730 N m à 5 200 tr/min,.

## Histoire en compétition
En 2003, elle entre pour la première fois en compétition lors de la neuvième manche du championnat FIA GT, à Estoril,.
En 2005, une version avec une admission améliorée fait son apparition.